# Spyro (personaggio)
Spyro è un personaggio immaginario, protagonista dell'omonima serie di videogiochi. Ha fatto la sua prima apparizione nel 1998 all'interno del titolo Spyro the Dragon prodotto dalla Insomniac Games ed è il personaggio giocante di tutti i capitoli della saga videoludica.

## Descrizione

### Particolarità del personaggio
Spyro è un giovane draghetto di colore viola con corna,ventre e cresta di colore giallo e le ali di colore rosso.Ha un carattere particolarmente spavaldo e testardo ed è considerato il Prescelto dal suo villaggio di Draghi e combatte senza sosta per aiutare i suoi simili e i più deboli di lui. Vive nel Regno dei Draghi insieme a Sparx la libellula, provenendo dal Mondo degli Artigiani.
Inizialmente il personaggio doveva essere di colore verde ma, a causa del contrasto poco marcato con gli ambienti dei livelli, ricchi di colori molto accesi e zone di vegetazione verdeggiante in cui il drago doveva muoversi, fu deciso di dargli il colore viola.
Il nome del drago deriva dalla parola greca "pyr" che significa fuoco. Nei videogiochi doppiati in italiano ci si riferisce a lui sia con la pronuncia di "Spyro", prendendo come base la pronuncia greca di "pyr", sia come "Spairo", secondo i canoni della lingua inglese in cui la Y si pronuncia A.
Le movenze di Spyro si basano sui movimenti dei felini e inoltre può respirare sott'acqua, di questo se ne accorgerà a partire però dal secondo episodio Gateway to Glimmer poiché nel primo episodio non sapeva ancora come nuotare e come si respirava sott'acqua e perciò annegava, a differenza sua, non solo gli altri protagonisti giocabili della serie non osano immergersi poiché non possono respirare sott'acqua ma lo stesso vale per la libellula Sparx che ogni volta che il drago si immerge deve crearsi una bolla d'aria intorno per non venire a contatto con l'acqua e annegare.

### La storia del personaggio
Nel corso delle sue avventure avrà a che fare con molti nemici, che in alcuni casi ritorneranno più volte per vendicarsi, come nel caso di Ripto, che dopo la sua prima apparizione in Spyro 2: Gateway to Glimmer, sarà presente anche in Season of Flame, Enter the Dragonfly, Spyro Adventure, Spyro Fusion (dove stringerà un'alleanza con il Dr. Neo Cortex, acerrimo nemico di Crash Bandicoot) e Ripto Quest. Il suo primo avversario sarà però Nasty Norc (Gnasty Gnorc nella versione originale), una creatura malvagia che detesta i draghi più di ogni altra cosa; in seguito, in Year of the Dragon, il draghetto avrà a che fare con la Maga e col suo esercito di rhynoc. In A Hero's Tail, si scontrerà nuovamente con Nasty Norc (qui chiamato Gnorco Gnorante), oltre che con Red, un drago rinnegato che vuole vendicarsi dei torti subiti dai suoi simili.
Per affrontare i livelli di ogni gioco, Spyro dovrà ricorrere a diverse abilità, tra le quali volare, sputare fuoco e ghiaccio e ricorrere a poteri elettrici e al controllo della terra. Dovrà inoltre essere capace di combattere corpo a corpo e di utilizzare veicoli ed armi diverse.
La trilogia di The Legend of Spyro, invece, propone un'altra versione della storia del coraggioso draghetto viola, non sarà spavaldo e testardo come la controparte originale; si ritroverà invece contro il malvagio Maestro delle Ombre, ai suoi scagnozzi ed ai suoi utili servitori: Cinerea (Cynder nella versione originale) (in A New Beginning) e il re delle scimmie Gaul (in The Eternal Night) nel corso dei tre capitoli della saga.
Spyro è entrato a fare parte degli Skylanders. Fa anche da protagonista nella serie animata Skylanders Academy di Netflix, ma la sua storia è del tutto differente. In questa serie animata avrà a che fare con lo stregone Kaos (tra cui anche Malefor).
Infine compare come personaggio giocabile in Crash Team Racing Nitro-Fueled.